# たまごちゃん
『たまごちゃん』は、2014年4月から2019年3月まで静岡朝日テレビで放送されていた情報番組である。
新商品紹介やキャンペーン、おでかけスポットなどを紹介。2019年4月7日からは『さわやか五郎のショールーム』が放送開始された。
オープニングテーマソングはディミー・キャットの『Agates des Lego』、エンディングテーマソングはNiNaの『Happy Tomorrow』。

## 放送時間
- 水曜 5:15 - 5:25
- 土曜 11:30 - 11:45
- 土曜 25:45 - 26:00

## コーナー
- 週末たまGO!
  - 今気になる場所、モノをカメラが直接取材。
- おすすめたまごちゃん
  - 番組おすすめ商品や最新ランキングなどをスタジオで紹介。

## 出演者
- さわやか五郎
- 吉澤美菜

### 過去の出演者
- 牧野結美（2014年4月-2015年2月）
- 相場詩織（2015年3月）
- 横田真理子（2015年4月-2016年3月）
- 片川乃里子（2016年4月-9月）
- 坂本洋子（2016年10月-2018年3月）